# نوریا تورای
نوریا تورای (اسپانیایی: Nuria Torray‎؛ ‏ ۲۴ سپتامبر ۱۹۳۴ – ۷ ژوئن ۲۰۰۴) بازیگر اهل اسپانیا بود.
از فیلم‌ها یا برنامه‌های تلویزیونی که وی در آن نقش داشته‌است می‌توان به خشم آپاچی و گاوبازی اشاره کرد.